# Nephrotoma moshesh
Nephrotoma moshesh är en tvåvingeart som beskrevs av Alexander 1956. Nephrotoma moshesh ingår i släktet Nephrotoma och familjen storharkrankar.
Artens utbredningsområde är Lesotho. Inga underarter finns listade i Catalogue of Life.